# Westprovinz (Sri Lanka)
Koordinaten: 6° 56′ N, 79° 51′ O
Die Westprovinz ist eine Provinz Sri Lankas am Westufer des Inselstaates. Sie besteht aus den Verwaltungsdistrikten Colombo, Gampaha und Kalutara. Die Westprovinz ist der am dichtesten besiedelte Teil Sri Lankas sowie dessen administratives und wirtschaftliches Zentrum. In der Westprovinz liegen Sri Jayawardenepura Kotte, de jure Hauptstadt Sri Lankas und Colombo, de facto Hauptstadt Sri Lankas.

## Geschichte
Teile der heutigen Westprovinz gehörten zum vorkolonialen Königreich Kotte. Die Provinz geriet unter portugiesische, niederländische und britische Kontrolle. Die drei Kolonialmächte teilten die Insel nach den Ethnien Tiefland-Singhalesen, Kandyan-Singhalesen und Tamilen in drei Verwaltungsstrukturen ein. Die Westprovinz war Teil der singhalesischen Niederlandverwaltung. In 1833 wurden nach Empfehlung der Colebrooke-Cameron-Kommission die ethnisch basierten Verwaltungsstrukturen aufgelöst und durch fünf geografische Provinzen ersetzt.

## Verweise
1. ↑  Kotte | 15th Century, Capital City, Sinhalese Kingdom | Britannica. Abgerufen am 17. März 2024 (englisch).
2. ↑  Lennox A. Mills: Ceylon Under British Rule (1795 - 1932). Oxford University Press, London 1933, S. 67–68 (englisch, noolaham.org).